# Grene Sogn
Grene Sogn er et sogn i Grene Provsti (Ribe Stift).
I 1800-tallet var Grene Sogn anneks til Grindsted Sogn. Begge sogne hørte til Slavs Herred i Ribe Amt. De udgjorde Grindsted-Grene sognekommune, men den blev senere delt, så hvert sogn var en selvstændig sognekommune. Ved kommunalreformen i 1970 blev Grene indlemmet i Billund Kommune, og Grindsted blev kernen i Grindsted Kommune, der ved strukturreformen i 2007 også indgik i Billund Kommune.
I Grene Sogn ligger Grene Kirke fra 1892 og filialkirken Billund Kirke fra 1973.
I sognet findes følgende autoriserede stednavne:
- Ankelbo (bebyggelse, ejerlav)
- Billund (hedeby)
- Elkær (bebyggelse)
- Grene (bebyggelse, ejerlav)
- Gråhede (bebyggelse)
- Gyttegårds Plantage (areal)
- Krog (bebyggelse, ejerlav)
- Løvlund (bebyggelse, ejerlav)
- Plougslund (bebyggelse, ejerlav)
- Silkeborg (bebyggelse, ejerlav)
- Østerby (bebyggelse)

## Præsterækken i Grene Sogn
- Carl Otto Frederik Sommer, 1891-93
- Johannes Vibe Petersen, 1893-00
- Knud Mortensen Hørlyck, 1901-11
- Jens Peder Rasmussen Dræby, 1912-19
- Martin Frøkjær-Jensen, 1920-24
- Johannes Otto Brus, 1924-59
- Harald Sander Sørensen, 1959-68
- Axel Bach Nielsen, 1968-83
- Ellen Margrethe de Place, 1981-84
- Hans Erik Friis, 1984-2002
- Dorte Ørtved, 1984
- Ragnhild Sønderby,1987-87
- Dorte Laukamp Nielsen, 1987-2010
- Peter Hjorth Fredensborg, 2002-